# Jan Frankowski
Jan Frankowski (ur. 21 kwietnia 1912 w Sandomierzu, zm. 7 lutego 1976 w Warszawie) – polski prawnik i publicysta, działacz katolicki, poseł na Sejm Ustawodawczy oraz na Sejm PRL I, II, III, IV i V kadencji (1947–1972), na początku lat 50. zastępca przewodniczącego zarządu przymusowego organizacji „Caritas”.

## Życiorys
Ukończył gimnazjum w Sandomierzu oraz Wydział Prawa i Ekonomii Uniwersytetu Poznańskiego (1936) z tytułem doktora ekonomii i prawa. Należał do współpracowników czasopism „Bunt Młodych” i „Polityka”. Pracę zawodową rozpoczął w Związku Organizacji i Kółek Rolniczych. Do 1939 pracował w administracji państwowej. W czasie II wojny światowej pracował jako robotnik w Ostrowcu Świętokrzyskim i Dwikozach. Należał do Federacji Organizacji Narodowo-Katolickich „Unia”. W 1945 znalazł się w Lublinie, gdzie podjął współpracę z Rządem Tymczasowym RP. W latach 1945–1949 pracował w ministerstwach rolnictwa i reform rolnych oraz handlu wewnętrznego, był również adwokatem. Współpracował z koncesjonowaną prasą katolicką („Dziś i Jutro”, „Słowo Powszechne”).
W 1947 wszedł w skład Sejmu Ustawodawczego z okręgu Ostrowiec. Był członkiem Klubu Poselskiego Katolicko-Społecznego. Zasiadał w Komisjach: Planu Gospodarczego, Prawniczej i Regulaminowej, Skarbowo-Budżetowej, Spółdzielczości, Aprowizacji i Handlu, Administracji i Bezpieczeństwa, Pracy i Opieki Społecznej oraz Wyznaniowej i Narodowościowej. Reelekcję uzyskał w 1952 w tym samym okręgu (należał do Komisji: Administracji i Wymiaru Sprawiedliwości oraz Spraw Ustawodawczych). W latach 1952–1956 należał do Stowarzyszenia „Pax”. Opuścił je po październiku 1956, stojąc na czele grupy „secesji” i zostając jednym z twórców tygodnika „Za i Przeciw”. Jesienią 1957 podporządkował sobie redakcję pisma, zmieniając jego polityczną linię, w porozumieniu z władzami, niechętnymi propagowanej w nim koncepcji „bezpartyjnej lewicy demokratycznej”. Po tych wydarzeniach utworzył Chrześcijańskie Stowarzyszenie Społeczne, którego był wieloletnim prezesem. Pełnił także funkcję redaktora naczelnego organu Stowarzyszenia „Za i Przeciw” oraz pisma „Hejnał Mariacki". Od 1962 był członkiem Ogólnopolskiego Komitetu Pokoju. W 1968 został usunięty z funkcji prezesa przez niezadowolonych z jego sposobu zarządzania członków zarządu ChSS. Po niepowodzeniu próby odzyskania wpływów, zachował jeszcze funkcję redaktora naczelnego „Hejnału Mariackiego”, a także utrzymał mandat posła w wyborach w 1969. W 1972 przeszedł na emeryturę. W przeciwieństwie do kierownictwa „Paxu” orientował się na frakcję partyzantów, ale frakcję puławsko-reformistyczną Polskiej Zjednoczonej Partii Robotniczej.
Spoczywa na cmentarzu Powązkowskim w Warszawie (kwatera 251-5-23).

## Odznaczenia
- Krzyż Komandorski Orderu Odrodzenia Polski
- Krzyż Oficerski Orderu Odrodzenia Polski (1954, za zasługi w pracy społecznej)[4]
- Medal Ojca św. Piusa XII (Watykan)
- Medal 10-lecia Polski Ludowej (1955)[5][6]
- Odznaka 1000-lecia Państwa Polskiego (1966)[7]
- Medal „20-lecia Światowej Rady Pokoju” (1969)[8]